# Lenthe (Adelsgeschlecht)

Stammwappen derer von Lenthe

Lenthe ist der Name eines alten niedersächsischen Adelsgeschlechts. Lenthe, der gleichnamige Stammsitz der Familie, ist heute eine Ortschaft in der Region Hannover in Niedersachsen.

## Geschichte
Das Geschlecht gehörte zum Landadel der Grafschaft Wunstorf. Als erster Angehöriger erscheint im Jahre 1225 Olricus de Lenten urkundlich. 1244 und 1247 werden ein weiterer Ulrich und 1245 bis 1259 ein Engelbert als Ritter, in Urkunden genannt. Mit Engelbert beginnt die ununterbrochene Stammreihe der Familie.
Die Nachkommen von Ulrich II. waren Lehensmannen der Bischöfe von Minden zu Lenthe und führten einen halben Bock als Wappen. Engelberts Nachkommen besaßen gräflich Wunstorfsche, später auch Mindensche Lehensgüter zu Lenthe und trugen einen Ast als Schildfigur im Wappen. Die zwei Linien werden aber 1280 ausdrücklich als Blutsverwandte (consanguinei) bezeichnet. In beiden Linien wurden zunächst auch die gleichen Vornamen vergeben und noch lange Zeit die für die Erbfolge wirksame Vetternschaft aufrechterhalten.
Die erste Linie mit dem Bocks-Wappen hat sich bereits im 13. Jahrhundert in eine um 1530 abgestorbene rittermäßig-landadlige Linie und in eine vor allem in Hannover, Stadthagen, Lübeck (ab 1460) und Königsberg in Preußen (seit Ende des 16. Jahrhunderts) städtische Linie aufgeteilt. Im Jahr 1360 waren zwei Lehnshöfe an der Burgstraße in Hannover im Lehnsbesitz derer von Lenthe, während mit sieben weiteren dortigen Burgmannshöfen die von Alten belehnt waren.
Die zweite Linie mit dem Ast-Wappen bildete ebenfalls früh mehrere, zumeist im 15. und 16. Jahrhundert erloschene, ausnahmslos landadlige Linien. Bis etwa 1500 gab es vier Sattelhöfe in Lenthe, von denen heute nur noch zwei existieren, das sog. Obergut und das Untergut. Nur der Zweig Eichhof zu Lenthe konnte bis in die heutige Zeit gelangen, und zwar in seiner älteren Nebenlinie, die bis heute auf dem Obergut Lenthe ansässig ist und zudem auf den Rittergütern Schwarmstedt und Wrestedt III in der Lüneburger Heide. Die Linie auf dem Untergut ist 1907 im Mannesstamm erloschen, es fiel an die Familie von Richthofen, die es noch besitzt. Das Rittergut Luttringhausen gehörte ebenfalls der Untergut-Linie. Aus beiden Linien sind bedeutende Angehörige hervorgegangen, die hohe Staats-, Hof- und Offiziersämter ausübten.

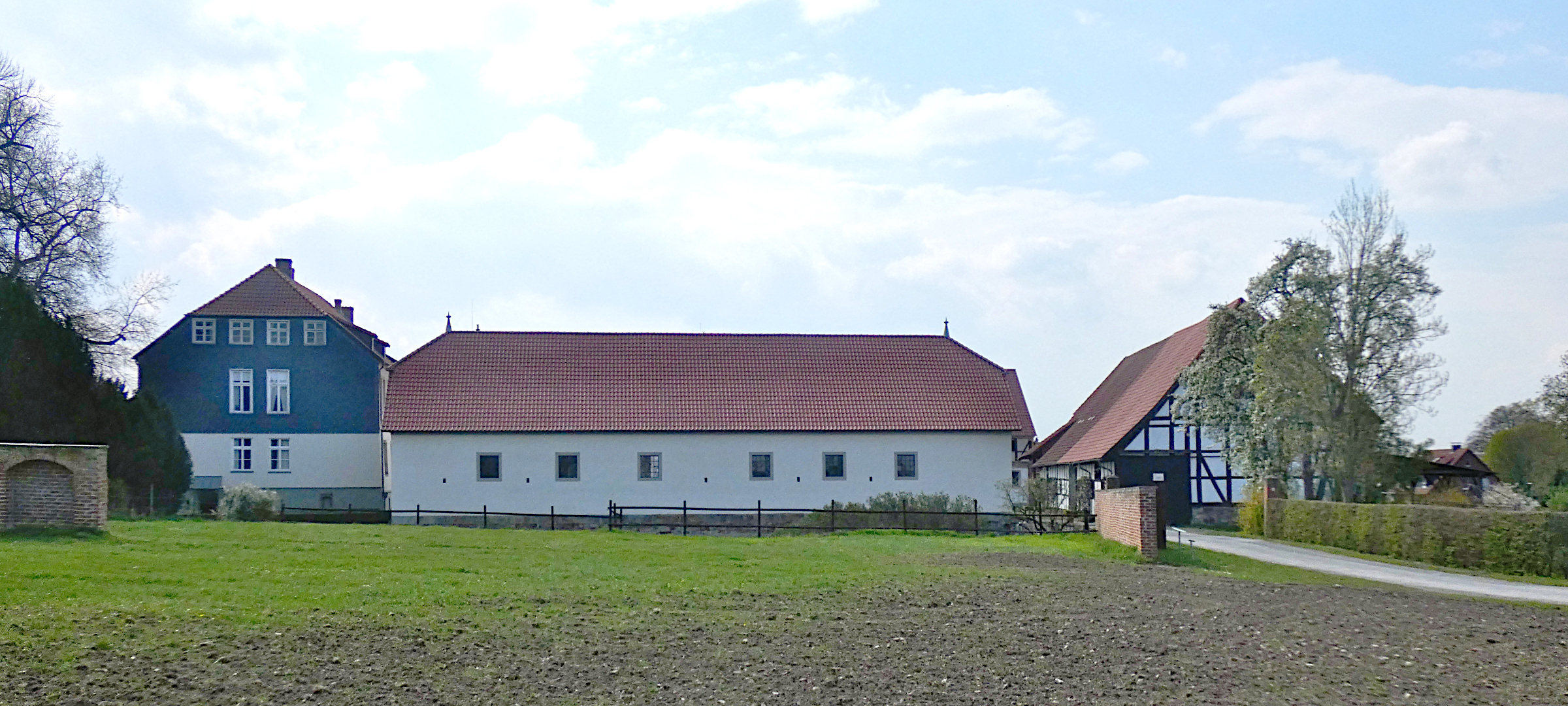
Obergut Lenthe
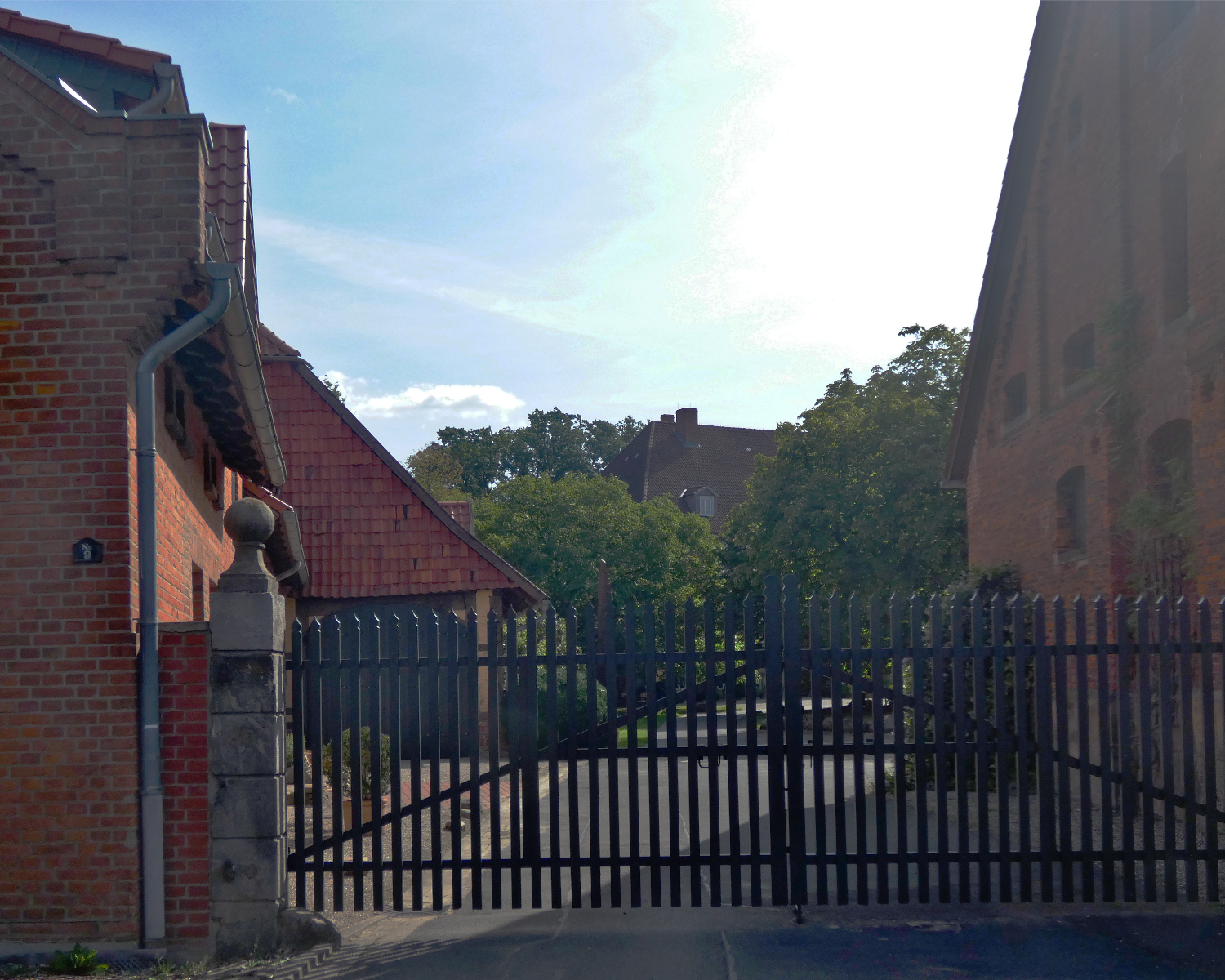
Untergut Lenthe
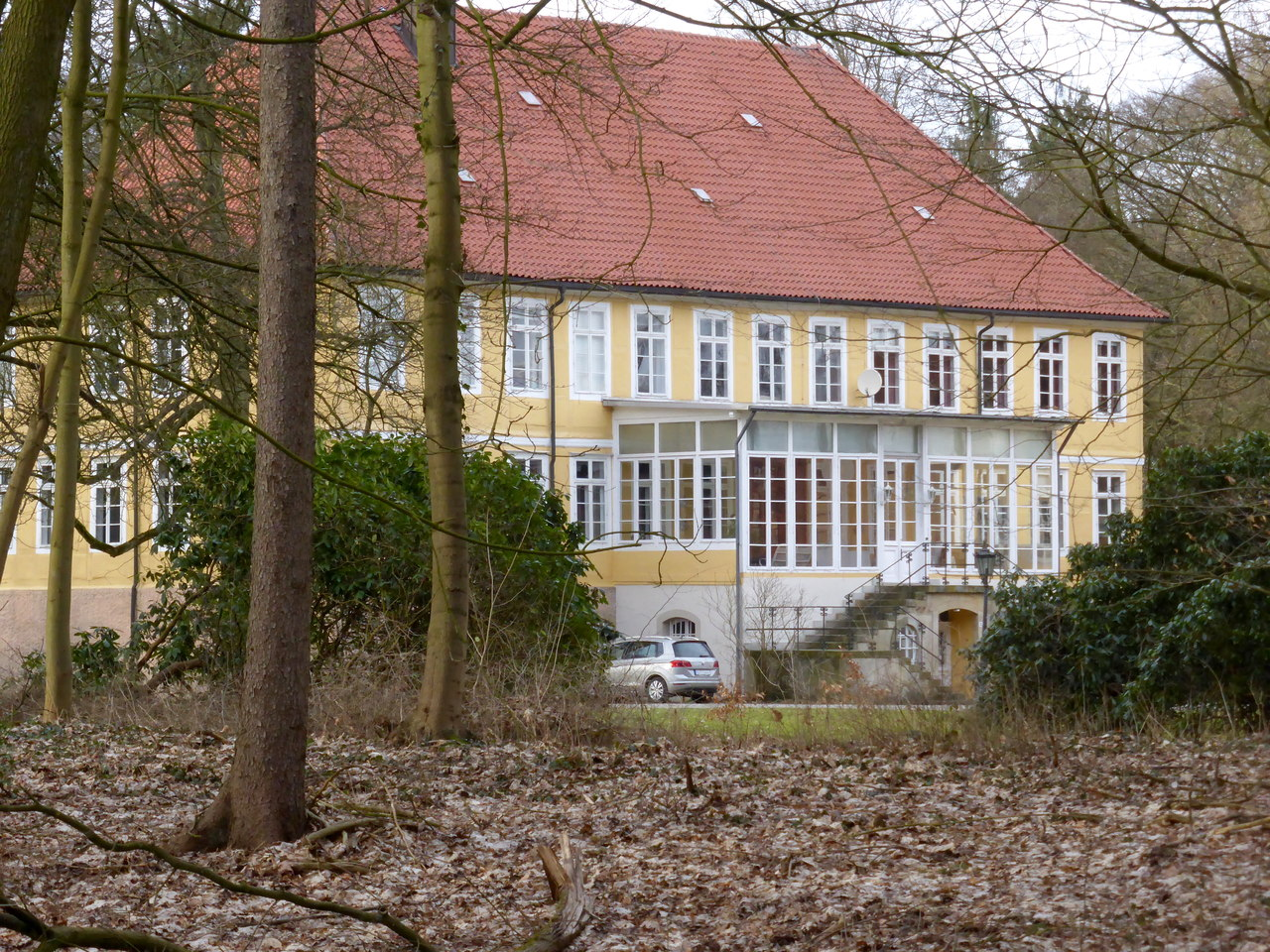
Herrenhaus Alt Schwarmstedt

## Wappen
Das Stammwappen zeigt in Silber einen schrägrechts gestellten, gestümmelten blauen Ast mit oben drei und unten zwei Zweigen. Auf dem Helm sind zwei Äste wie im Schild. Die Helmdecken sind blau-silbern.

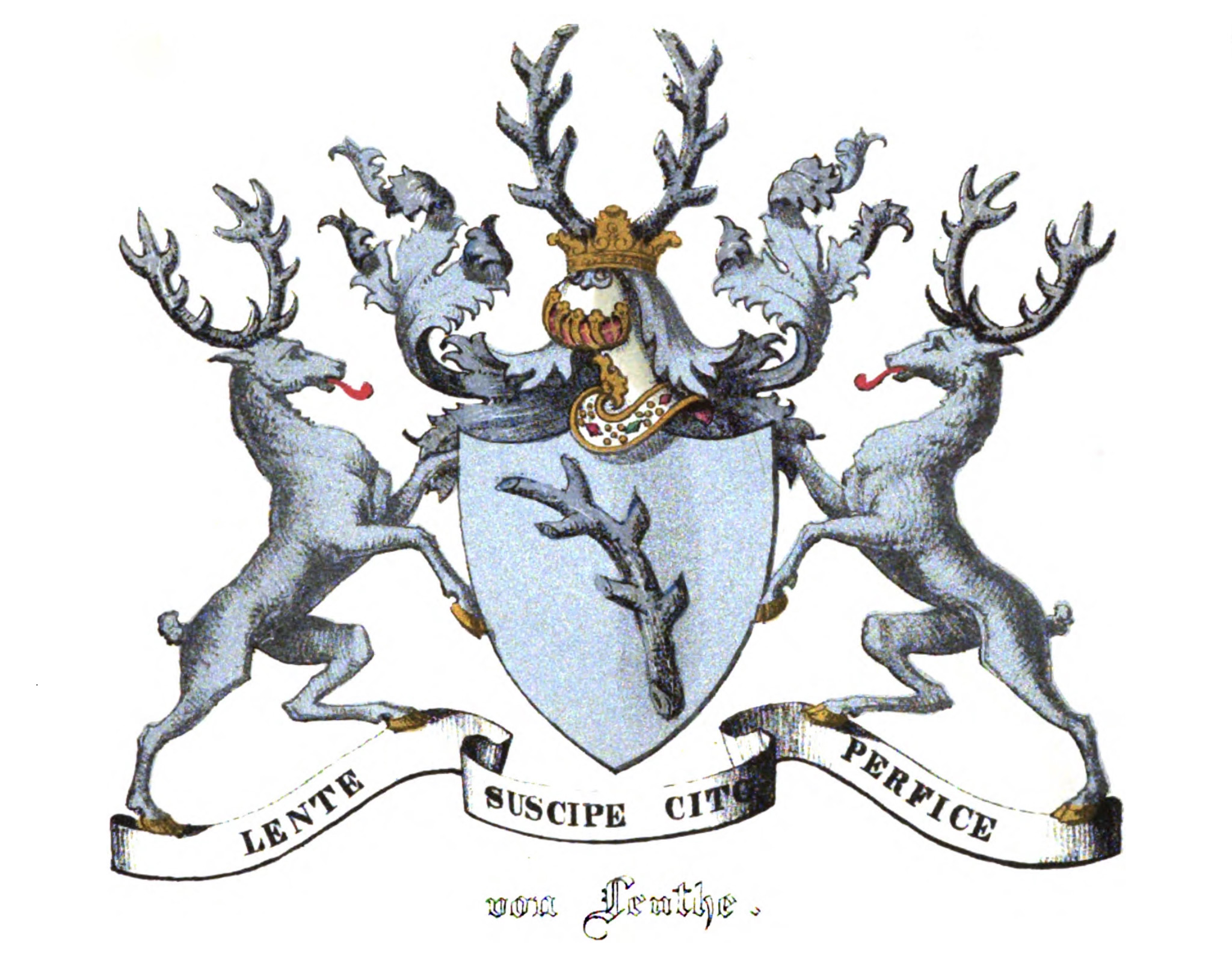
Stammwappen derer von Lenthe aus dem Geschlechts- und Wappenbuch des Königreichs Hannover und des Herzogthums Braunschweig, herausgegeben von Dr. H. Grote, 1852, C15;
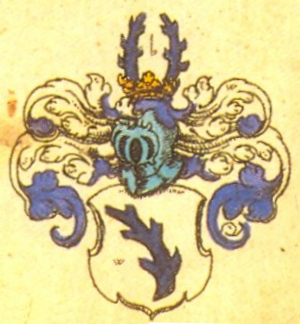
Wappen derer von Lenthe aus Siebmachers Wappenbuch von 1605
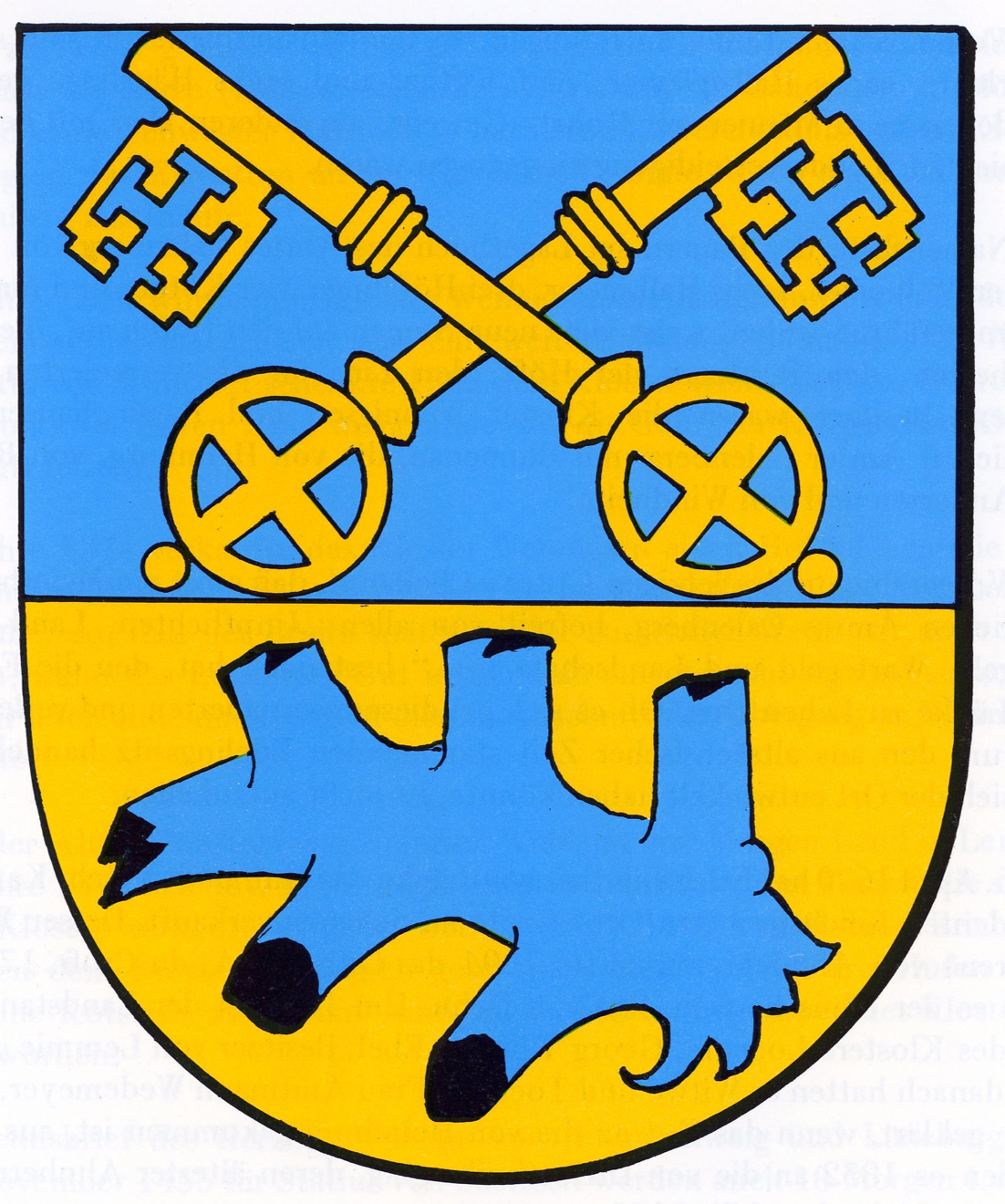
Wappen der niedersächsischen Gemeinde Lenthe

## Ahnenlinie
Aus der Familie Lenthe, Erbherren von Lenthe, stammten folgende Personen.
Hinrich von Lenthe ⚭ Agnesa von Börstloh
- Jobst von Lenthe (um 1490–1585), fürstlich Braunschweigisch-Lüneburgischer Geheimer Rat, Erbherr auf Lenthe und Wunstorf[f] ⚭ Clara (geborene von Alten)
  - Dieterich von Lenthe, Land- und Schatzrat im Fürstentum Calenberg, Erbherr auf Lenthe und Wunstorf[f] ⚭ Sidonia (geborene von Bennigsen, 1564–1640)
    - Clara von Lenthe (1585–1666) ⚭ 1. 1612 mit Lambert August von Pfuel († 1613), Domherr zu Halberstadt, Herr auf Altranft und Prötzel; 2. 1626 mit Burchart von Hane[n]seh († 1634)
    - Erich von Lenthe (20. September 1597–4. März 1683), fürstlich Osnabrück. Braunschweigisch-Lüneburgischer Vize-Hofrichter, Land- und Schatzrat im Fürstentum Calenberg, Erbherr auf Lenthe und Wunstorf[f] ⚭ Maria Agnesa (geborene Schenk, aus dem Haus Flechtingen in der Altmark, 1602–11. April 1641)
      - Dieterich Christian von Lenthe (3. Oktober 1630–23. Januar 1696), später Fürstlich Cellische Wittumsrat und Hofmeister ⚭ 1675 mit Magdalene Ilse (geborene von Rheden, 1643–1711)
        - Albrecht Werner von Lenthe (1681–1727) ⚭ Dorothea Sophie (geborene von Münchhausen, 1689–1768)
          - Otto Christian von Lenthe (27. Juli 1706–9. März 1750) ⚭ 11. Juni 1737 mit Florentine Sophie (geborene Reichsfreiin von Lichtenſtein, 11. Juli 1716–7. Mai 1756)
            - Ernst Ludwig Julius von Lenthe (* 1744; † 1814), Minister der Deutschen Kanzlei in London ⚭ 1772–1788 mit Sophia Wilhelmine Louise von Hasberg (18. Juni 1757–April 1835), eine Tochter
            - Karl Levin Otto von Lenthe (19. Juni 1749–28. November 1815), hannoverscher Kammerherr, Landrat und von 1802 bis 1815 Abt des Klosters St. Michael in Lüneburg ⚭ 4. Juli 1786 mit Henriette Friederike Wilhelmine Sophie Sabine (geborene von Bennigsen, 27. Oktober 1769), Tochter des Levin August von Bennigsen und dessen Frau Friederike Amalie Ludovica (geborene von Steinberg, 21. Januar 1750–17. März 1773)[4]

          - Albrecht Friedrich von Lenthe (29. Dezember 1707–6. Oktober 1779)

      - Werner von Lenthe (6. Oktober 1636–16. Juni 1669).

Zudem noch Dorothea von Lenthe (28. Oktober 1667–.2. März 1756; Unklar zu welchen Eltern sie gehört)

## Weitere Namensträger
- Ernst Ludwig von Lenthe (* 1823, † 1888), welfischer Reichstagsabgeordneter
- Jobst Heimart von Lenthe (* nach 1590, † Anfang 1649), calenbergischer, später braunschweigischer, Kammerjunker und Stallmeister